# Каттамра
Каттхамра (швед. Katthamra gård) — усадьба, расположенная в Каттаммарсвике в Эстергарне на острове Готланд, Швеция. Помимо основного здания, к усадьбе принадлежат несколько пристроек и сад. Главное здание претерпело несколько реконструкций, но является прекрасным примером проживания высшего класса 1800-х годов с великолепными фресками.
Недавно в поместье был проведен капитальный ремонт. Шесть зданий имеют новые крыши, а три готовы к сдаче в аренду.

## История
Поместье датируется Средневековьем. Первым известным владельцем был Педер Флеминг, купивший ферму в 1652 году. В конце XVIII века Каттамру приобрел купец и кораблестроитель Якоб Дуббе (1769—1844). Среди владельцев дома был Нильс Ире, предок филолога и историка-лингвиста Юхана Ире (1707—1780).
В начале XIX века ферма была продана Акселю Хеггу, потомки которого владели фермой 150 лет. Наиболее известными были архитектор и художник Аксель Герман Хегг (1835—1921) и его брат адмирал Якоб Хегг (1839—1931).
Каттамра — необычный образец усадьбы на Готланде, где такие постройки редкость. В XVIII и XIX веках владельцы усадьбы зарабатывали большие деньги на добыче известняк. Главное здание датируется в основном XVIII веком, но изначально было намного меньше. Видимое в настоящее время главное здание было расширено в 1805 году до видимого в настоящее время неоклассического здания. Это двухэтажный дом с четырехскатной крышей. Над главным входом установлена статуя Дианы. Интерьеры дома обильно расписаны художником Йонасом Торсеном.